# Drakpa Changchub
Drakpa Changchub (tibétain : གྲགས་པ་བྱང་ཆུབ, Wylie : Grags pa byang chub, né en 1356 et décédé en 1386 est le régent du Tibet central (Ü-Tsang) de 1374 à 1381, sous la dynastie Phagmodrupa. Il est remplacé par Sonam Drakpa à cette fonction.